# Liste der Bodendenkmäler in Hilgertshausen-Tandern
Auf dieser Seite sind die Bodendenkmäler in der oberbayerischen Gemeinde Hilgertshausen-Tandern zusammengestellt. Diese Tabelle ist eine Teilliste der Liste der Bodendenkmäler in Bayern. Grundlage ist die Bayerische Denkmalliste, die auf Basis des Bayerischen Denkmalschutzgesetzes vom 1. Oktober 1973 erstmals erstellt wurde und seither durch das Bayerische Landesamt für Denkmalpflege geführt wird. Die folgenden Angaben ersetzen nicht die rechtsverbindliche Auskunft der Denkmalschutzbehörde.

## Bodendenkmäler in Hilgertshausen-Tandern
| Lage       | Objekt | Akten-Nr.     | Bild |
| ---------- | --- | ------------- | ---- |
| (Standort) | Untertägige mittelalterliche und frühneuzeitliche Befunde und Funde im Bereich der katholischen Nebenkirche Unserer Lieben Frau in Tandern und ihrer Vorgängerbauten. | D-1-7533-0009 |      |
| (Standort) | Untertägige mittelalterliche und frühneuzeitliche Befunde und Funde im Bereich der katholischen Pfarrkirche St. Peter und Paul in Tandern und ihrer Vorgängerbauten.  | D-1-7533-0065 |      |
| (Standort) | Untertägige mittelalterliche und frühneuzeitliche Befunde und Funde im Bereich der Wieskapelle bei Tandern und ihres Vorgängerbaus mit zugehörigem Pestfriedhof.      | D-1-7533-0066 |      |
| (Standort) | Untertägige mittelalterliche und frühneuzeitliche Befunde und Funde im Bereich von Schloss Tandern und seinen Vorgängerbauten.                                        | D-1-7533-0068 |      |
| (Standort) | Untertägige mittelalterliche und frühneuzeitliche Befunde und Funde im Bereich der katholischen Pfarrkirche in Hilgertshausen und ihrer Vorgängerbauten.              | D-1-7534-0138 |      |
| (Standort) | Abgegangenes Hofmarkschloss des Mittelalters und der frühen Neuzeit mit Wirtschaftshof und barocken Gartenanlagen („Schloss Hilgertshausen“).                         | D-1-7534-0139 |      |
| (Standort) | Untertägige frühneuzeitliche Befunde und Funde im Bereich der Brünnlkapelle bei Gumpersdorf und ihres Vorgängerbaus.                                                  | D-1-7534-0141 |      |
| (Standort) | Untertägige mittelalterliche und frühneuzeitliche Befunde und Funde im Bereich der katholischen Filialkirche St. Ursula in Gumpersdorf und ihrer Vorgängerbauten.     | D-1-7534-0142 |      |
| (Standort) | Untertägige mittelalterliche und frühneuzeitliche Befunde und Funde im Bereich der katholischen Filialkirche St. Michael in Michelskirchen und ihrer Vorgängerbauten. | D-1-7534-0147 |      |